# Vincent Strouhal
Vincent Strouhal (Seč, 10 aprile 1850 – Praga, 23 gennaio 1922) è stato un fisico ceco, specializzato in fisica sperimentale.
Fu uno dei fondatori del dipartimento di fisica dell'Università Carolina di Praga.